# (612243) 2001 QR322

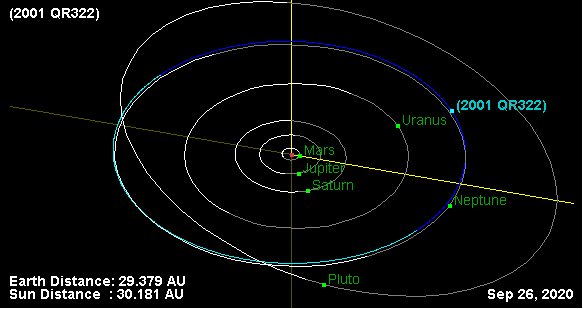
Orbita del troyano de Neptuno "2001 QR322"

2001 QR322 es la designación provisional del primer troyano de Neptuno descubierto en 2001 por la Deep Ecliptic Survey. Orbita al frente de Neptuno en su L4 punto lagrangiano.
Con una magnitud absoluta de 7.8 a 8.2,  tiene un diámetro en la gama de 60 a 160 km.
Otro troyano de Neptuno ha sido descubierto desde entonces. Un estudio por Scott S. Sheppard Y Chad Trujillo de la Institución Carnegie sugiere que Neptuno podría tener posiblemente, veinte veces más trojanos que Júpiter.

## Estabilidad dinámica
Estudios tempranos de la estabilidad dinámica de 2001 QR322, que usaron un número pequeño de partículas de prueba extendidas sobre las incertidumbres de unos cuantos parámetros orbitales que fueron derivados de una observación en arco limitada, sugirió que 2001 QR322 QR322 está en una órbita extraordinariamente estable, porque la mayoría de partículas de prueba quedaron en órbitas troyanas para 5 Gyr. Después, la estabilidad de los troyanos de Neptuno era una mera suposición.
Un estudio más reciente, el cual utilizó un número muy grande de partículas de prueba extendidas sobre las incertidumbres 3σ en todos los seis parámetros orbitales derivaron de arcos de observación más amplios, ha indicado que 2001 QR322 QR322 es lejos menos dinámicamente estable de lo que anteriormente se pensó. Las partículas de prueba se perdieron exponencialmente con una vida media de 553 Myr. Las observaciones más lejanas pueden determinar si la órbita de 2001 QR322 QR322 está de hecho dentro de lo dinámicamente estable o dentro de la parte inestable.
La estabilidad es fuertemente dependiente sobre el semieje mayor, con a≥30.30 AU ser lejos menos estable, pero solo muy débilmente dependiente en los otros parámetros orbitales. Esto es porque aquellos con semiejes mayores tienen amplitudes delibration más grandes, con amplitudes ~70° y encima siendo destabilizadas por resonancias secundarias entre el movimiento troyano y la dinámica de al menos Saturno, Urano, y Neptuno. Las resonancias seculares estuvieron encontradas no para contribuir a la estabilidad dinámica de 2001 QR322 QR322.

## Enlaces externos

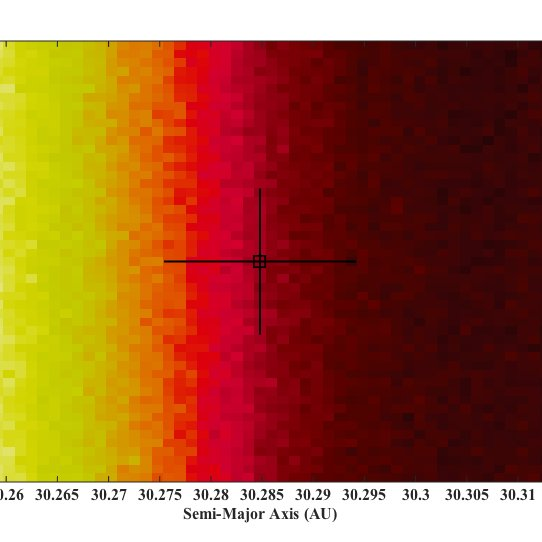
Imagen de asteroide (2ND)